# Chlamyphorinae
Chlamyphorinae – podrodzina ssaków z rodziny Chlamyphoridae.

## Zasięg występowania
Podrodzina obejmuje gatunki występujące w Ameryce Południowej.

## Podział systematyczny
Do podrodziny należą następujące występujące współcześnie rodzaje:
- Chlamyphorus Harlan, 1825 – puklerzniczek – jedynym przedstawicielem jest Chlamyphorus truncatus Harlan, 1825 – puklerzniczek karłowaty
- Calyptophractus Fitzinger, 1871 – puklerzowiec – jedynym przedstawicielem jest Calyptophractus retusus (Burmeister, 1863) – puklerzowiec skryty

Opisano również rodzaj wymarły:
- Chlamydophractus Barasoain, Tomassini, Zurita, Montalvo & Superina, 2020